# Mosty w Krakowie

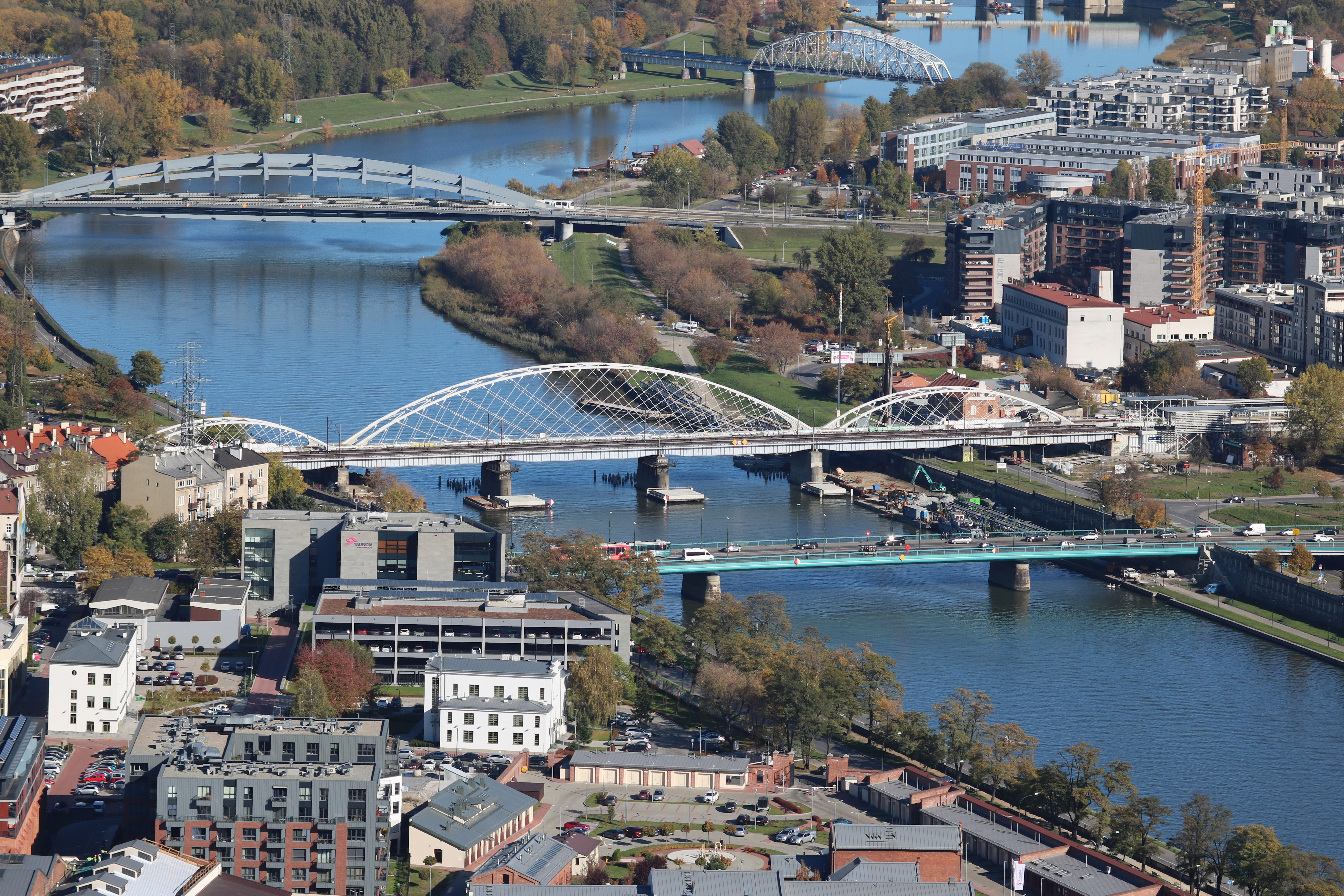
Most Powstańców Śląskich, Most kolejowy na małej obwodnicy, Most Kotlarski, Most kolejowy na linii średnicowej.

W obrębie Krakowa przez Wisłę przerzucono 12 mostów drogowych, 2 rowerowo-piesze (kładki) oraz 3 mosty kolejowe. Łączą one dzielnice południowe miasta z północnymi – Wisła przedziela Kraków na 2 zbliżone rozmiarami części. Na obszarze miasta znajdują się też liczne mosty na mniejszych rzekach stanowiących dopływy Wisły, w tym na Rudawie, Wildze i Białusze.
Jedynym oficjalnie nazwanym mostem nieleżącym nad Wisłą jest most Retmański (na Wildze).

## Mosty na Wiśle

### Istniejące
mosty drogowe
      mosty kolejowe
      kładki pieszo-rowerowe
      rurociągi
      stopnie wodne

Istniejące mosty w Krakowie
mosty drogowe
mosty kolejowe
kładki pieszo-rowerowe
rurociągi
stopnie wodne

Obiekty w kolejności z zachodu na wschód (porównaj z obrazkiem po prawej stronie):
1. most na stopniu wodnym Kościuszko (IV obwodnica Krakowa)
2. kładka przy stopniu wodnym Kościuszko
3. most podwieszony w Pychowicach (rurociąg grzewczy) (drugi z kolei)
4. most Zwierzyniecki
5. most Dębnicki (II obwodnica Krakowa)
6. most Grunwaldzki
7. most Józefa Piłsudskiego
8. kładka Ojca Bernatka
9. most Powstańców Śląskich
10. most kolejowy na Zabłociu (linia kolejowa nr 91)
11. most Kotlarski (II obwodnica Krakowa)
12. most kolejowy na Dąbiu (linia kolejowa nr 100)
13. most na stopniu wodnym Dąbie
14. most Nowohucki oraz rurociąg grzewczy w Łęgu
15. most Wandy
16. most kardynała Franciszka Macharskiego
17. stopień wodny Przewóz
18. most kolejowy w Przylasku Rusieckim (linia kolejowa nr 95)
19. most Kraków-Niepołomice

### Mosty historyczne (nieistniejące)
- most Karola
- most Podgórski
- most Krakusa
- most Królewski (nad Starą Wisłą)
- most kolejowy na Grzegórzkach (nad Starą Wisłą) – dziś wiadukt nad ul. Grzegórzecką
- tymczasowe:
  - most Lajkonik
  - most Lajkonik 2
  - most saperski w Tyńcu, istniejący w czasie I wojny światowej[1]

### Projektowane
- most Pychowicki[2] (III obwodnica Krakowa)
- most na „Trasie Ciepłowniczej” w Łęgu (III obwodnica Krakowa)
- kładki pieszo-rowerowe:
  - Kazimierz – Ludwinów, w pobliżu miejsca gdzie rzeka Wilga wpada do Wisły[3]
  - Wawel – Manggha
  - Zabłocie – ul. Podgórska (przy Galerii Kazimierz)

## Kalendarium mostów na Wiśle

### PrzedXIX w.

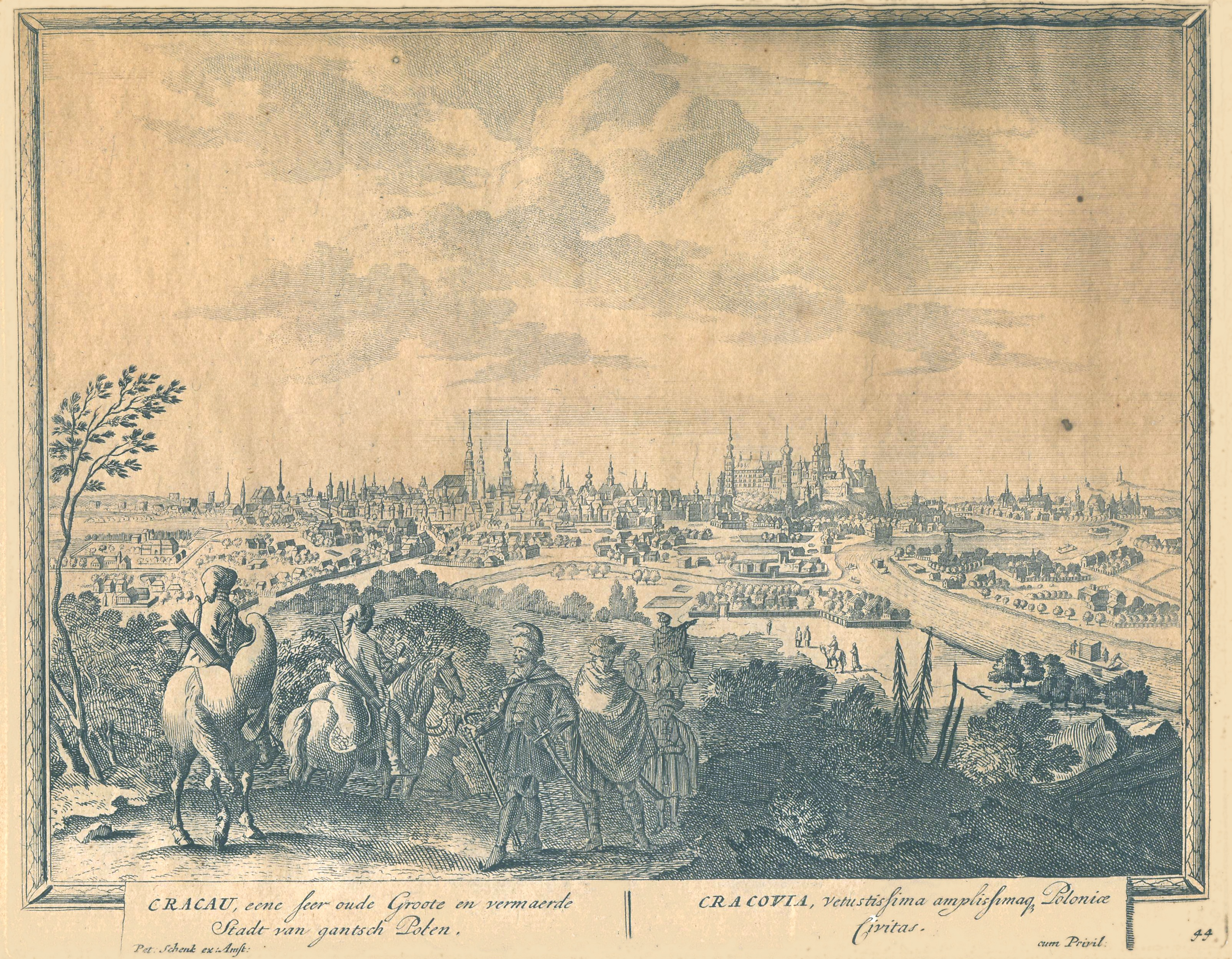
Panorama Krakowa z XVII w. – po prawej stronie widoczne mosty Stradomski i Skawiński.

Od początków pierwszego osadnictwa w Krakowie istniały brody i mosty na najważniejszych traktach przekraczających Wisłę. Łączyły one Kraków z sąsiadującymi miastami: Kazimierzem, Podgórzem, Dębnikami, z pobliskimi miejscowościami:Tyńcem, Wieliczką, Bochnią i Skawiną, umożliwiając podróż w kierunku Lwowa i Wiednia. Najważniejszym z nich był most Stradomski (zwany Królewskim) łączący Kraków z Kazimierzem.
W 1657 r. opuszczający miasto po Potopie Szwedzi spalili krakowskie mosty (wówczas wszystkie drewniane). Mosty Stradomski i Wielicki (w okolicy dzisiejszego mostu Powstańców Śląskich) odbudowano w postaci prostych konstrukcji drewnianych, a most Skawiński (w okolicy dzisiejszej ul. Skawińskiej) został zastąpiony przeprawą promową, która nie ciesząc się popularnością, wkrótce została zlikwidowana.
Pierwszy murowany most kamienny na obszarze Krakowa powstał w końcu XVIII w. - był to Most Sierakowskiego na trakcie warszawskim nad rzeką Prądnik.

### XIX w.
- 1802 – otwarcie mostu Karola

- 1813 – powódź niszczy mosty:
  - most Karola
  - most Królewski (nad Starą Wisłą)

- 1824 – odbudowa mostu Stradomskiego
- 1828 – most przy dzisiejszej ul. Starowiślnej (nad Starą Wisłą) – otwarcie

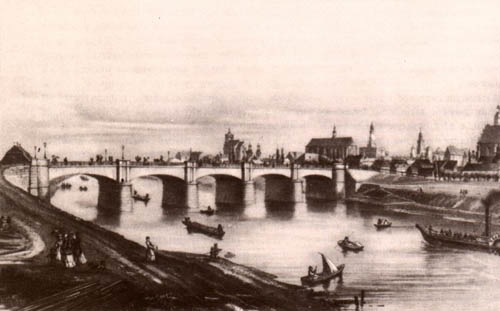
Most Podgórski w połowie XIX w.

- 1844–1850 – most Podgórski (Pierwszy Most, most Franciszka Józefa) – budowa i otwarcie (tuż obok byłego mostu Karola)

- 1854–1856 – drewniane mosty kolejowe:
  - nad Starą Wisłą (Grzegórzki) – budowa i otwarcie
  - nad Nową Wisłą (Zabłocie) – budowa i otwarcie

- 1861–1863 – most kolejowy na Grzegórzkach – przebudowa na most kamienny
- 1863–1864 – most kolejowy na Zabłociu – przebudowa na most stalowy
- 1878–1880 – zasypanie koryta Starej Wisły
  - most Stradomski – rozbiórka
  - most przy dzisiejszej ul. Starowiślnej – rozbiórka
  - most kolejowy na Grzegórzkach – stał się wiaduktem

- 1884 – most kolejowy w Zabłociu – przebudowa na 2 mosty kratownicowe (na starych filarach)
- 1887 – drewniany most wojskowy u podnóża Baszty Sandomierskiej pod Wawelem – otwarcie[5]
- 1887–1888 – most Dębnicki (kolejowo-drogowy) – budowa i otwarcie
- 1891 – drewniany most wojskowy u podnóża Baszty Sandomierskiej pod Wawelem – rozbiórka ze względu na wady konstrukcyjne

### XX w.
- 1905–1909 – uregulowanie Wisły i budowa bulwarów
- 1911 – most Dębnicki – likwidacja trasy kolejowej (most stał się mostem drogowym)
- 1909-13 – III Most; most Krakusa – budowa i otwarcie

- 1914
  - wojskowy most drewniany w Przegorzałach – krótkie użytkowanie
  - wojskowy most drewniany na Grzegórzkach – krótkie użytkowanie
  - wojskowy most drewniany w Czyżynach – krótkie użytkowanie
  - wojskowy most drewniany w Mogile – krótkie użytkowanie

- 1917 – III Most – przeprowadzenie linii tramwaju elektrycznego
- 1925 – most Podgórski – rozbiórka ze względu na zły stan techniczny i budowa kładki na starych podporach[6]
- 1926–1933 – most Józefa Piłsudskiego (Drugi Most) – budowa i otwarcie (tuż obok byłego mostu Podgórskiego)
- 1929 – most saperski na Dąbiu – otwarcie

- 1939
  - most we wsi Mogiła (stalowo-drewniany) – otwarcie
  - most we wsi Mogiła – wysadzenie przez wycofujące się oddziały Armii Kraków
  - most saperski na Dąbiu – likwidacja

- 1943 – most kolejowy na Dąbiu (w ciągu małej obwodnicy kolejowej) – otwarcie
- 1944 – most we wsi Mogiła – odbudowa (w postaci mostu drewnianego)

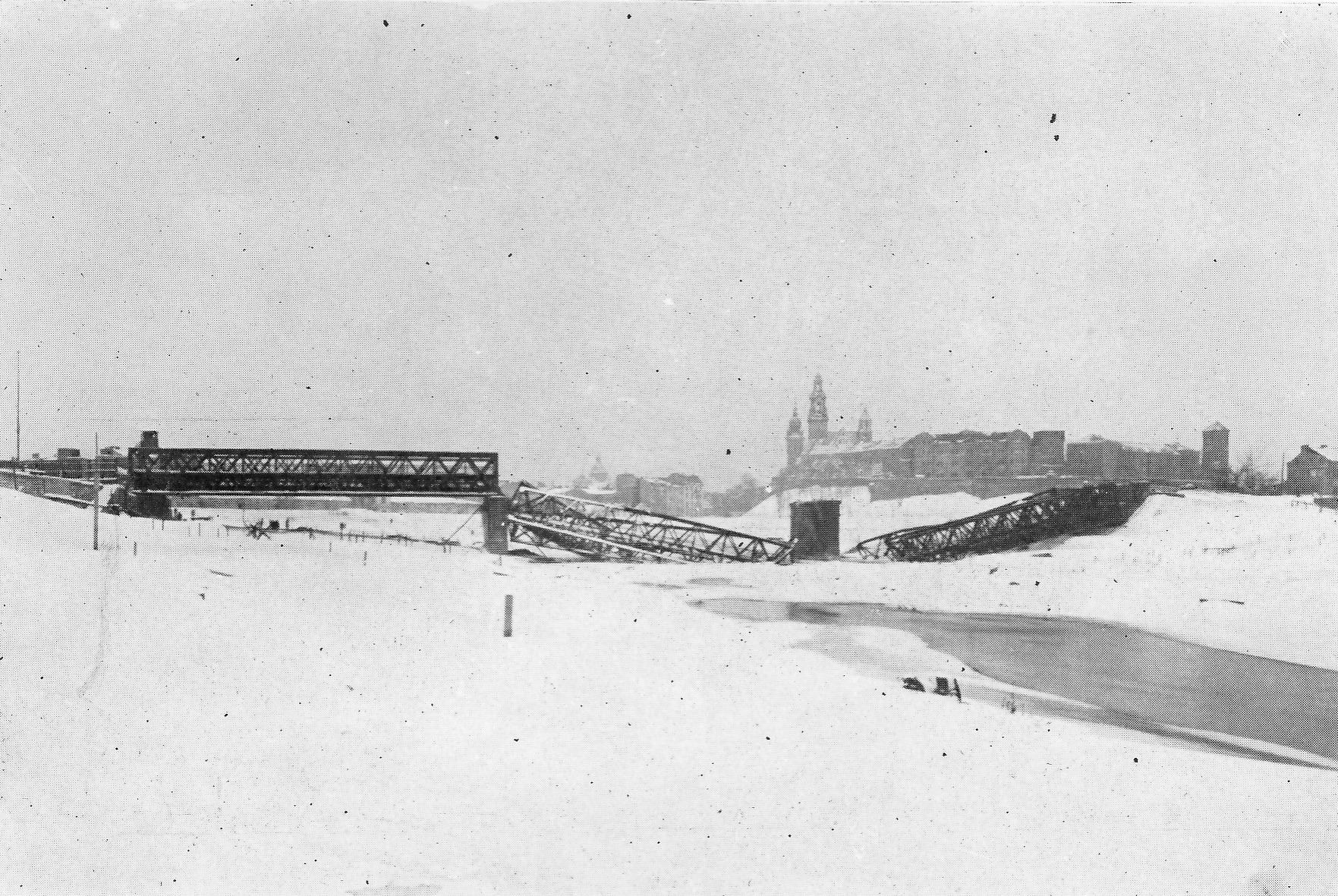
Most Dębnicki zniszczony przez Niemców w 1945

- 1945 – 18 stycznia wycofujące się wojska niemieckie niszczą krakowskie mosty:
  - most Dębnicki – wysadzenie
  - most Krakusa – wysadzenie
  - most Józefa Piłsudskiego – częściowe zniszczenie
  - most we wsi Mogiła – wysadzenie
  - most kolejowy na Zabłociu – wysadzenie i odbudowa przez wojska sowieckie

- 1945–1948 – most Krakusa – odbudowa
- 1948 – most Józefa Piłsudskiego – odbudowa i nadanie imienia Tadeusza Kościuszki

- 1948–1951 – most Dębnicki – odbudowa
- 1949–1954 – stopień wodny Przewóz – budowa i otwarcie
- 1951 – most Nowohucki ( w Łęgu) – otwarcie
- 1952 – most kolejowy w Przylasku Rusieckim (w ciągu dużej obwodnicy kolejowej) – otwarcie
- 1959 – most kolejowy na Dąbiu (w ciągu małej obwodnicy kolejowej) – przebudowa na most stalowy
- 1966 – most na stopniu wodnym Dąbie – otwarcie

- 1968–1971
  - most Krakusa – rozbiórka
  - most Powstańców Śląskich (Trzeci Most) – budowa w miejscu mostu Krakusa

- 1971 – most Kraków-Niepołomice – otwarcie
- 1972 – most Grunwaldzki – otwarcie
- 1978 – most Powstańców Śląskich – przebudowa
- 1986 – most podwieszony w Pychowicach (rurociąg grzewczy Kraków-Skawina) – otwarcie
- 1988 – most kolejowy na Zabłociu – wymiana przęseł

- 1990
  - most Józefa Piłsudskiego – przywrócenie nazwy (zmienionej w 1948 r.)
  - most na stopniu wodnym Kościuszko – otwarcie

- 1998
  - most Dębnicki – remont generalny
  - most Lajkonik – otwarcie na czas remontu mostu Dębnickiego
  - most Lajkonik – demontaż i przeniesienie w inne miejsce (jako most Lajkonik 2)

### XXI w.
- 2001
  - most Kotlarski – otwarcie
  - most Zwierzyniecki – otwarcie

- 2002

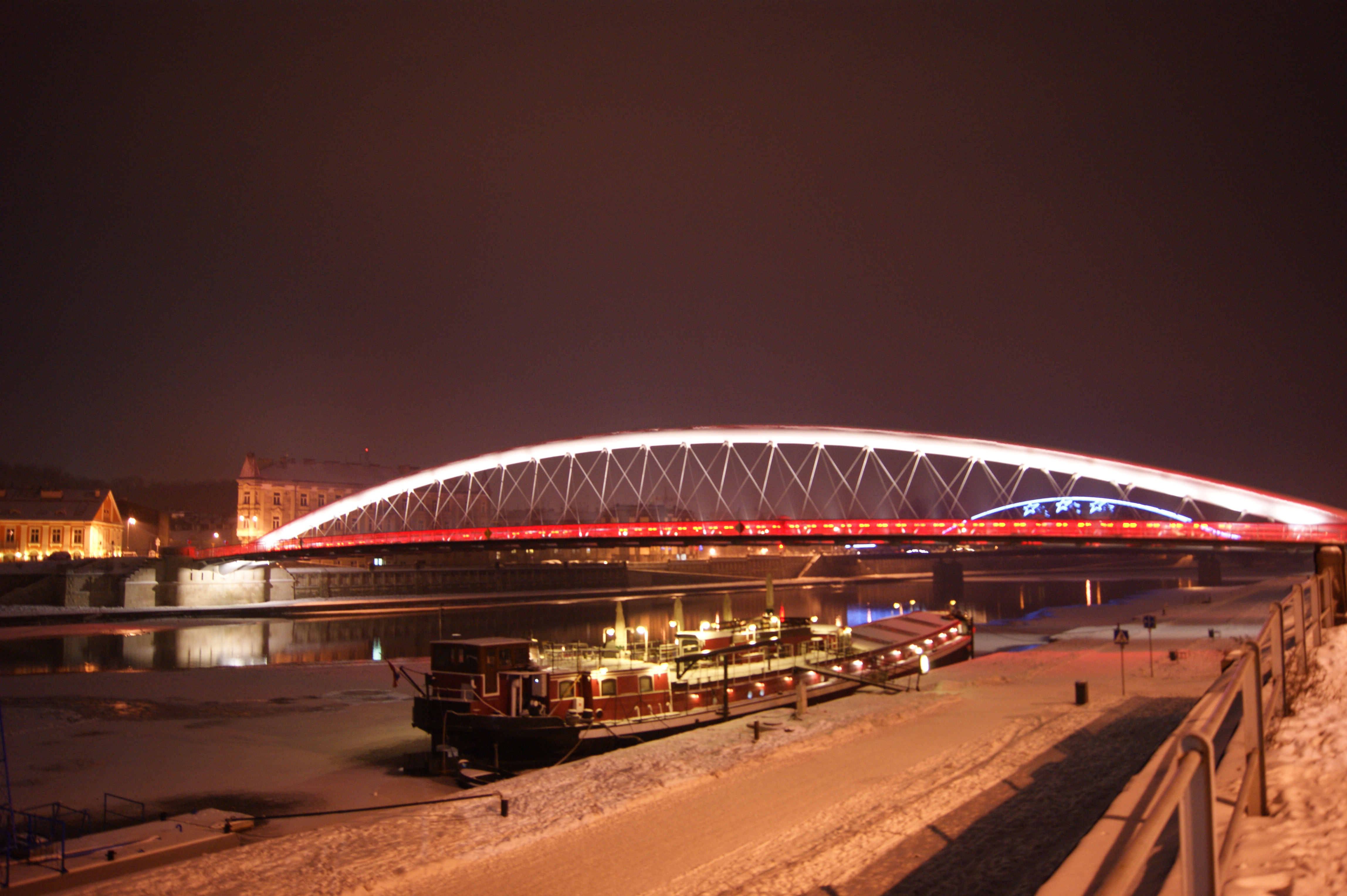
Kładka Ojca Bernatka

  - most Lajkonik 2 – demontaż ze względu na otwarcie mostu Kotlarskiego tuż obok
  - most Wandy (w miejscu mostów wysadzonych w 1939 i 1945 r.) – otwarcie

- 2007–2008 – most na stopniu wodnym Kościuszko – remont generalny
- 2008 – wybudowanie kładki pieszo-rowerowej przy stopniu wodnym Kościuszko[7]
- 2010
  - most Kotlarski – przeprowadzenie linii tramwaju elektrycznego
  - kładka Ojca Bernatka – otwarcie
- 2017
  - most kard. Franciszka Macharskiego – otwarcie
- 2023
  - most kolejowy na linii średnicowej w Krakowie – ukończenie przebudowy na trzy mosty z czterema w sumie torami kolejowymi  i kładką pieszo-rowerową[8]